# Alinza cumana
Alinza cumana är en fjärilsart som beskrevs av William Schaus 1916. Alinza cumana ingår i släktet Alinza och familjen nattflyn. Inga underarter finns listade i Catalogue of Life.